# Diazometan
Diazometanul este un compus organic cu formula chimică CH2N2 și a fost descoperit de chimistul german Hans von Pechmann în 1894. Este cel mai simplu diazo-compus. În formă pură la temperatura camerei, este un gaz galben exploziv extrem de sensibil; astfel, este folosit aproape mereu sub formă de soluție în dietil eter. Compusul este un agent de metilare frecvent utilizat în laborator, dar este prea periculos pentru a fi utilizat la scară industrială fără precauții speciale. Utilizarea diazometanului a fost redusă semnificativ prin introducerea trimetilsilildiazometanului, un reactiv mai sigur și echivalent.

## Obținere

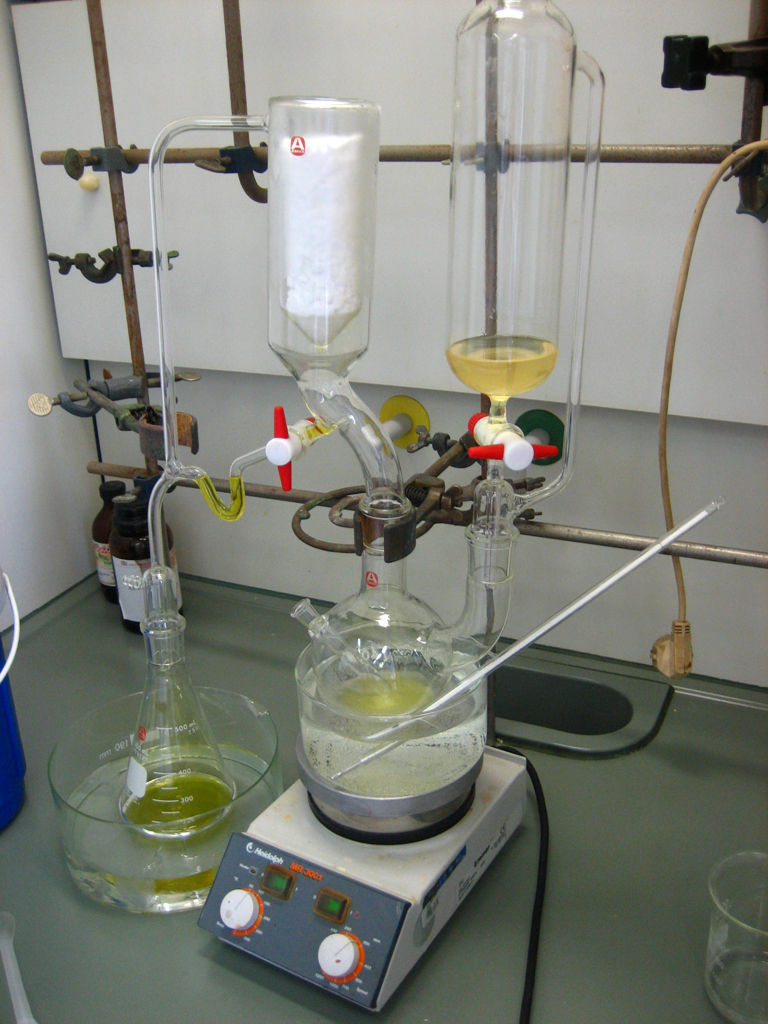
Obținerea în laborator a diazometanului

Diazometanul este obținut prin hidroliza unei soluții eterice de N- metil nitrozamidă cu soluție apoasă alcalină. Precursorul tradițional este N-nitrozo-N-metilureea, dar acest compus este el însuși oarecum instabil și în zilele noastre compuși precum N-metil-N'-nitro-N-nitrozoguanidina (MNNG) și N-metil-N-nitrozo-p-toluensulfonamida (Diazald) sunt preferați.

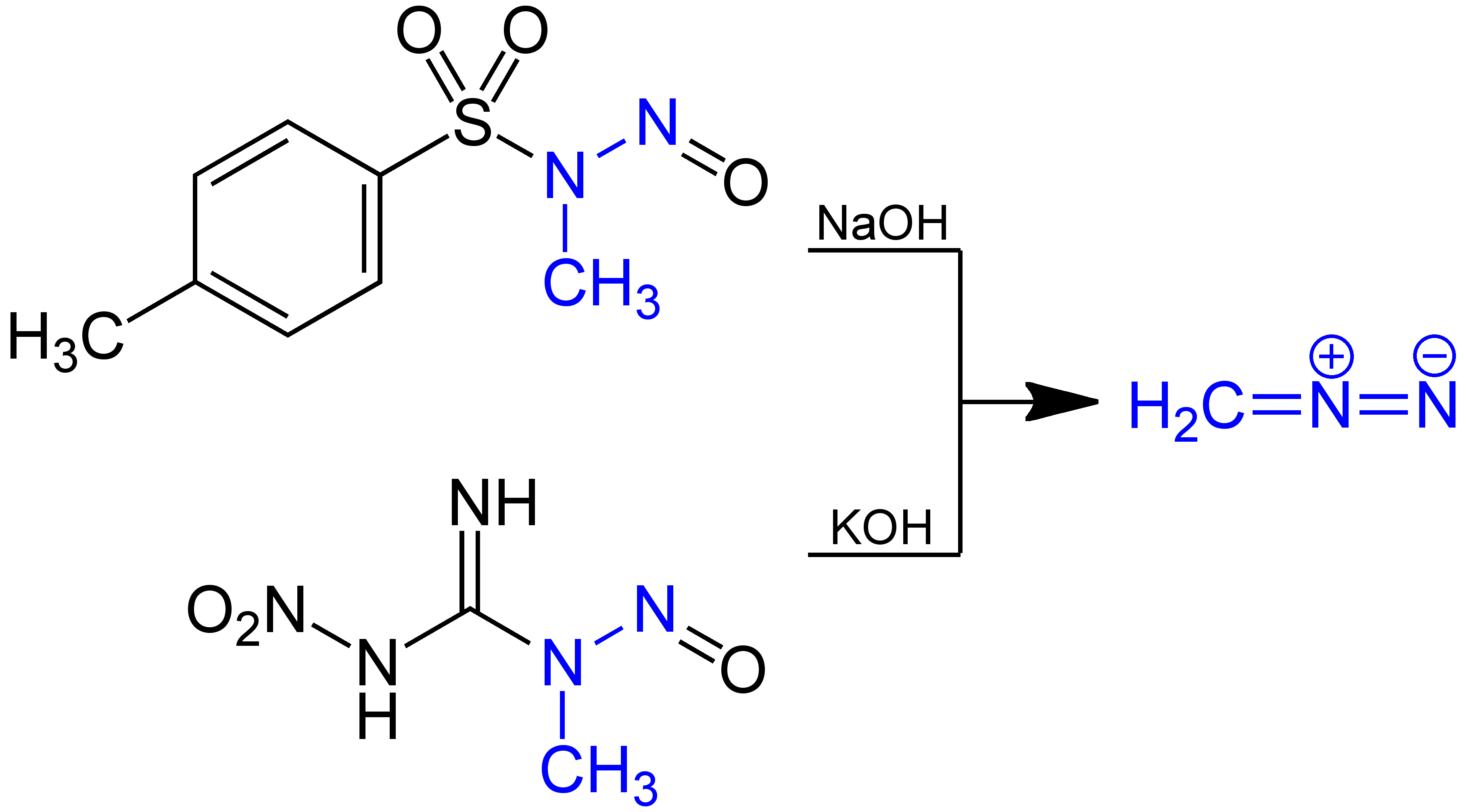
Căi comune pentru prepararea diazometanului.

CH2N2 reacționează cu soluții bazice de D2O (apă grea) pentru a da derivatul deuterat CD2N2.

## Izomerie
Compusul stabil cianamidă, al cărui tautomer minor este carbodiimida, este un izomer al diazometanului. Izomerii diazometanului mai puțin stabili, dar care pot fi izolați, includ 3H-diazirina (compus ciclic) și izocianoamina (izodiazometan). În plus, nitrilimina a fost observată în condiții de izolare a matricei. 
Structurile de rezonanță ale diazometanului sunt: